# Bathypolypodinae
Bathypolypodinae — підродина восьминогів родини Octopodidae. Поширені в Індо-Тихоокеанському регіоні.

## Роди
- Bathypolypus Grimpe, 1921
- Benthoctopus Grimpe, 1921
- Grimpella Robson, 1928
- Teretoctopus Robson, 1929